# Liste der Naturdenkmale in Wurzen

Wappen von Wurzen

Lage von Wurzen

In der Liste der Naturdenkmale in Wurzen werden die Einzel-Naturdenkmale, Geotope und Flächennaturdenkmale in der Gemeinde Wurzen im Landkreis Leipzig und ihren 15 Ortsteilen aufgeführt.
Bisher sind laut der angegebenen Quellen 13 Einzel-Naturdenkmale, 0 Geotope und 8 Flächennaturdenkmale bekannt und hier aufgelistet.
Die Angaben in der Liste zeigen die derzeitigen Daten auf der Bekanntmachungs-Seite des Landkreises und auf dem Geoportal des Landkreises Leipzig. Sie befinden sich nach Angaben der Unteren Naturschutzbehörde in der Phase einer Neuausrichtung (Überarbeitung/Begutachtung) und können sich lt. der Schutzgebietskonzeption 2022–2030 des Landkreises Leipzig in den nächsten Jahren ändern.

## Definition
„Gesetz über Naturschutz und Landschaftspflege (BNatSchG), § 28 Naturdenkmäler:
 Naturdenkmäler sind rechtsverbindlich festgesetzte Einzelschöpfungen der Natur oder entsprechende Flächen bis zu fünf Hektar, deren besonderer Schutz erforderlich ist
1. aus wissenschaftlichen, naturgeschichtlichen oder landeskundlichen Gründen oder
2. wegen ihrer Seltenheit, Eigenart oder Schönheit.“

„SächsNatSchG, § 18 Naturdenkmäler (zu § 28 BNatSchG):
1. Die Erklärung nach § 22 Abs. 1 BNatSchG von Teilen von Natur und Landschaft als Naturdenkmal erfolgt durch Rechtsverordnung oder Einzelanordnung.
2. Über § 28 Abs. 1 BNatSchG hinaus können Naturdenkmäler zur Sicherung von Lebensgemeinschaften oder Lebensstätten von im Bestand gefährdeten oder streng geschützten Arten festgesetzt werden.“

## Legende
- Bild: zeigt ein vorhandenes Foto des Naturdenkmals.
- ND/GEO/FND-Nr: zeigt die jeweilige Nr. des Objekts – ND (Einzel-)Naturdenkmal, GEO Geotope oder FND (Flächen-Naturdenkmal)
- Beschreibung: beschreibt das Objekt näher
- Koordinaten: zeigt die Lage auf der Karte
- Quelle: Link zur Referenzquelle

## (Einzel-)Naturdenkmale (ND)
| Bild           | ND-Nr. | Ortsteil     | Alter | Beschreibung | Koordinaten                                           | Quellen                       |
| -------------- | ------ | ------------ | ----- | --- | ----------------------------------------------------- | ----------------------------- |
| Weitere Bilder | ND 123 | Burkartshain | unb.  | 2 Linden (ein Stamm tw. gebrochen) im Feldgehölz, am Bahndamm nördlich B 6 und nördlich Ortschaft Birkenhof                 | 51° 21′ 6″ N, 12° 48′ 19″ O (Flurstück-Nr. 588/6)     | SG Naturschutz: VO 1997-06-26 |
| Weitere Bilder | ND 124 | Pyrna        | unb.  | Winterlinde (Tilia cordata) bei südwestlich von Pyrna, westlich Johannas Höhe                                               | 51° 18′ 39″ N, 12° 47′ 27″ O (Flurstück-Nr. 52)       | SG Naturschutz: VO 1997-06-26 |
| Weitere Bilder | ND 125 | Sachsendorf  | unb.  | östliche Eiche (Quercus robur) im Buchholz                                                                                  | 51° 19′ 42″ N, 12° 53′ 18″ O (Flurstück-Nr. 652, 654) | SG Naturschutz: VO 1997-06-26 |
| Weitere Bilder | ND 126 | Sachsendorf  | unb.  | westliche Eiche (Quercus robur) im Buchholz                                                                                 | 51° 19′ 42″ N, 12° 53′ 18″ O (Flurstück-Nr. 652, 654) | SG Naturschutz: VO 1997-06-26 |
| Weitere Bilder | ND 127 | Wurzen       | unb.  | Berg-Ahorn (Acer pseudoplatanus) am Grundstück Torgauer Str.35 in Wurzen                                                    | 51° 22′ 13″ N, 12° 44′ 59″ O (Flurstück-Nr. 1555)     | SG Naturschutz: VO 1996-09-19 |
| Weitere Bilder | ND 128 | Wurzen       | unb.  | Amerikanische Weiß-Eiche (Quercus alba) am Grundstück Torgauer Str.37 in Wurzen                                             | 51° 22′ 13″ N, 12° 45′ 2″ O (Flurstück-Nr. 1555)      | SG Naturschutz: VO 1996-09-19 |
| Weitere Bilder | ND 129 | Wurzen       | unb.  | Rotbuche (Fagus sylvatica) auf Grundstück Dresdner Str.12 in Wurzen, sichtbar von Beethoven-Str. gegenüber Ringelnatz-Hügel | 51° 22′ 0″ N, 12° 44′ 9″ O (Flurstück-Nr. 535)        | SG Naturschutz: VO 1996-09-19 |
| Weitere Bilder | ND 130 | Wurzen       | unb.  | Eibe (Taxus baccata) Straße des Friedens, nördlich Stadtgut                                                                 | 51° 22′ 18″ N, 12° 44′ 22″ O (Flurstück-Nr. 644/1)    | SG Naturschutz: VO 1996-09-19 |
| Weitere Bilder | ND 131 | Wurzen       | unb.  | nördlicher Vogelklauen -Ahorn auf Alter Friedhof in Wurzen; unterer Stamm intakt, obere Krone 2021 durch Sturm gebrochen    | 51° 21′ 59″ N, 12° 44′ 15″ O (Flurstück-Nr. 682c)     | SG Naturschutz: VO 1996-09-19 |
| Weitere Bilder | ND 132 | Wurzen       | unb.  | Ginkgo (Ginkgo biloba) auf Gelände Pestalozzi-Oberschule, August-Bebel-Str.38                                               | 51° 22′ 9″ N, 12° 44′ 40″ O (Flurstück-Nr. 682c)      | SG Naturschutz: VO 1996-09-19 |
| Weitere Bilder | ND 133 | Wurzen       | unb.  | südlicher Vogelklauen-Ahorn auf Alter Friedhof in Wurzen                                                                    | 51° 21′ 58″ N, 12° 44′ 13″ O (Flurstück-Nr. 682c)     | SG Naturschutz: VO 1996-09-19 |
| Weitere Bilder | ND 134 | Wurzen       | unb.  | Eibe (Taxus baccata) am Badergraben                                                                                         | 51° 22′ 8″ N, 12° 44′ 6″ O (Flurstück-Nr. 846)        | SG Naturschutz: VO 1996-09-19 |
| Weitere Bilder | ND 135 | Wurzen       | unb.  | Baum-Hasel (Corylus colurna) im Hof von Krankenhaus Kutusowstraße 70 in Wurzen                                              | 51° 22′ 43″ N, 12° 43′ 55″ O (Flurstück-Nr. 982/5)    | SG Naturschutz: VO 1996-09-19 |

## Flächennaturdenkmale
| Bild           | FND-Nr.   | Name                                                | Beschreibung | Verordnet  | Fläche             | Koordinaten                  | Quellen                        |
| -------------- | --------- | --------------------------------------------------- | --- | ---------- | ------------------ | ---------------------------- | ------------------------------ |
| Weitere Bilder | l_la: 001 | Wüste Kirche                                        | Trockenrasen-Biotop in der Muldenaue (Teil des Landschaftsschutzgebiets „Mittlere Mulde“), am Rest der ehemaligen Kirche der wüsten Ortschaft Söllnitz (auch als Bodendenkmal Wüste Mark Söllnitz bezeichnet), direkt am Mulderadweg gelegen. | 19.12.1986 | 2.128 m²           | 51° 20′ 7″ N, 12° 44′ 46″ O  | Beschluss RdK Wurzen 127-26/86 |
| Weitere Bilder | l_la: 018 | Haselwald Kornhain                                  | Biotop am Kornhainer Bach, östlich Nemt und südlich Kornhain am Erlenteich | 19.12.1986 | 92.425 m²          | 51° 20′ 48″ N, 12° 47′ 2″ O  | Beschluss RdK Wurzen 127-26/86 |
| Weitere Bilder | l_la: 022 | Wiese am Ostufer des Mühlteiches                    | Feuchtwiese am Ostufer des Mühlteich am Bachlauf des Kührenscher Bach in Burkartshain | 19.12.1986 | 14.396 m²          | 51° 20′ 12″ N, 12° 48′ 10″ O | Beschluss RdK Wurzen 127-26/86 |
| Weitere Bilder | l_la: 026 | Stentsch                                            | Flurwaldbiotop östlich der Ortschaft Pyrna | 19.12.1986 | 38.897 m²          | 51° 18′ 49″ N, 12° 48′ 38″ O | Beschluss RdK Wurzen 127-26/86 |
| Weitere Bilder | l_la: 027 | 2 Schachtlöcher bei Wäldgen                         | zwei Biotope an den ehemaligen Schachtlöcher, südwestlich der Ortschaft Wäldgen gelegen | 19.12.1986 | 1.654 m² 11.918 m² | 51° 18′ 59″ N, 12° 50′ 2″ O  | Beschluss RdK Wurzen 127-26/86 |
| Weitere Bilder | l_la: 071 | Quellteiche mit angrenzendem Biotop                 | Feuchtbiotop am Grenzgraben nördlich Oelschütz, direkt am Mulderadweg gelegen | 31.03.1976 | 9.310 m²           | 51° 19′ 36″ N, 12° 45′ 50″ O | Beschluss RdK Wurzen 32-7/76   |
| Weitere Bilder | l_la: 073 | Der Bruch (Kühren)                                  | Waldbiotop am Bruchberg, östlich der Ortschaft Kühren gelegen | 31.03.1976 | 29.680 m²          | 51° 20′ 42″ N, 12° 51′ 5″ O  | Beschluss RdK Wurzen 32-7/76   |
| Weitere Bilder | l_la: 074 | Durchzugsgebiet der Launtzige und Schormanns Gehölz | Feuchtbiotop im Mündungsbereich der Launzige in die Mulde (Teil des Landschaftsschutzgebiet „Mittlere Mulde“), in Nitzschka | 31.03.1976 | 2.673 m²           | 51° 18′ 25″ N, 12° 45′ 40″ O | Beschluss RdK Wurzen 32-7/76   |

## Ehemalige Flächennaturdenkmale
Während und nach der Phase der Schutzgebietskonzeption 2022–2030 des Landkreises Leipzig können weitere bisher als Naturdenkmale registrierte Areale gutachterlich überarbeitet werden.

| Bild           | FND-Nr. | Name                | Beschreibung | Verordnet | Fläche | Koordinaten                  | Quellen |
| -------------- | ------- | ------------------- | --- | --------- | ------ | ---------------------------- | ------- |
| Weitere Bilder | unb.    | Oelschützer Loreley | Porphyr-Felsformation nördlich der Muldeschleife bei Oelschütz am Ostufer der Mulde, Zugang zum Plateau neben ehemaliger Agraranlage, ist Teil des Landschaftsschutzgebiet „Mittlere Mulde“ und grenzt an das Areal der als Bodendenkmal ausgewiesenen slawischen Wehranlage „Tummelberg“ / „Sonnenmühlwall“ | unb.      | unb.   | 51° 19′ 36″ N, 12° 45′ 23″ O | unb.    |